# Zeritis neriene
Zeritis neriene is een vlinder uit de familie van de Lycaenidae. De wetenschappelijke naam van de soort is voor het eerst geldig gepubliceerd in 1836 door Boisduval.